# Marshall B. Champlain
Marshall Bolds Champlain (* 22. Dezember 1824 in Stafford, New York; † 7. März 1879 in Cuba, New York) war ein US-amerikanischer Jurist und Politiker.

## Werdegang
Marshall Champlain, Sohn von Dr. Gilbert B. Champlain, wurde 1824 im Genesee County geboren. Seine Jugendjahre waren von der Wirtschaftskrise von 1837 überschattet. Er studierte Jura. 1843 erhielt er seine Zulassung als Anwalt und begann dann in Cuba (New York) zu praktizieren. 1845 wurde er Bezirksstaatsanwalt im Allegany County. Die Folgejahre waren vom Mexikanisch-Amerikanischen Krieg überschattet. 1853 saß er für das Allegany County in der New York State Assembly. In der Folgezeit war er für die strafrechtliche Verfolgung der Amtsenthebung von Kanalkommissar John C. Mather mitverantwortlich. Ferner führte er die Anklage gegen Edward Rulloff wegen Mordes und eine Anklage gegen die Erie Railroad Company. 1860 nahm er als Delegierter an der Democratic National Convention in Charleston (South Carolina) teil und 1864 an der Democratic National Convention in Chicago (Illinois). Während des Bürgerkrieges kandidierte er 1861 und 1863 als Demokrat für den Posten als Attorney General von New York, erlitt aber beide Male eine Niederlage gegenüber seinen ehemaligen Parteikollegen Daniel S. Dickinson und John Cochrane, die durch die Union Conventions und die War Democrats nominiert wurden. Bei seiner dritten Kandidatur 1867 wurde er zum Attorney General von New York gewählt und 1869 wiedergewählt. Er erlitt aber 1871 bei seiner erneuten Wiederwahlkandidatur eine Niederlage gegenüber Francis Channing Barlow. 1867 nahm er als Delegierter an der Verfassunggebenden Versammlung von New York teil. Er verstarb 1879 an den Folgen einer Lungenentzündung.